# Église Sainte-Marguerite de Grande-Eneille
L'église Sainte-Marguerite est un édifice religieux catholique classé situé dans le hameau de Grande-Eneille dans la commune de Durbuy, section de Grandhan en province de Luxembourg (Belgique). 

## Situation
L'édifice est situé sur une colline schisteuse de la Famenne surmontant le hameau de Grande-Eneille. Il est entouré par un vieux cimetière ceint d'un mur en pierre calcaire. Un escalier et une allée pavée de galets de l'Ourthe voisine permettent d'accéder à l'église. En contrebas de l'église et du cimetière, se trouve l’ancien presbytère bâti en briques et pierres de taille.

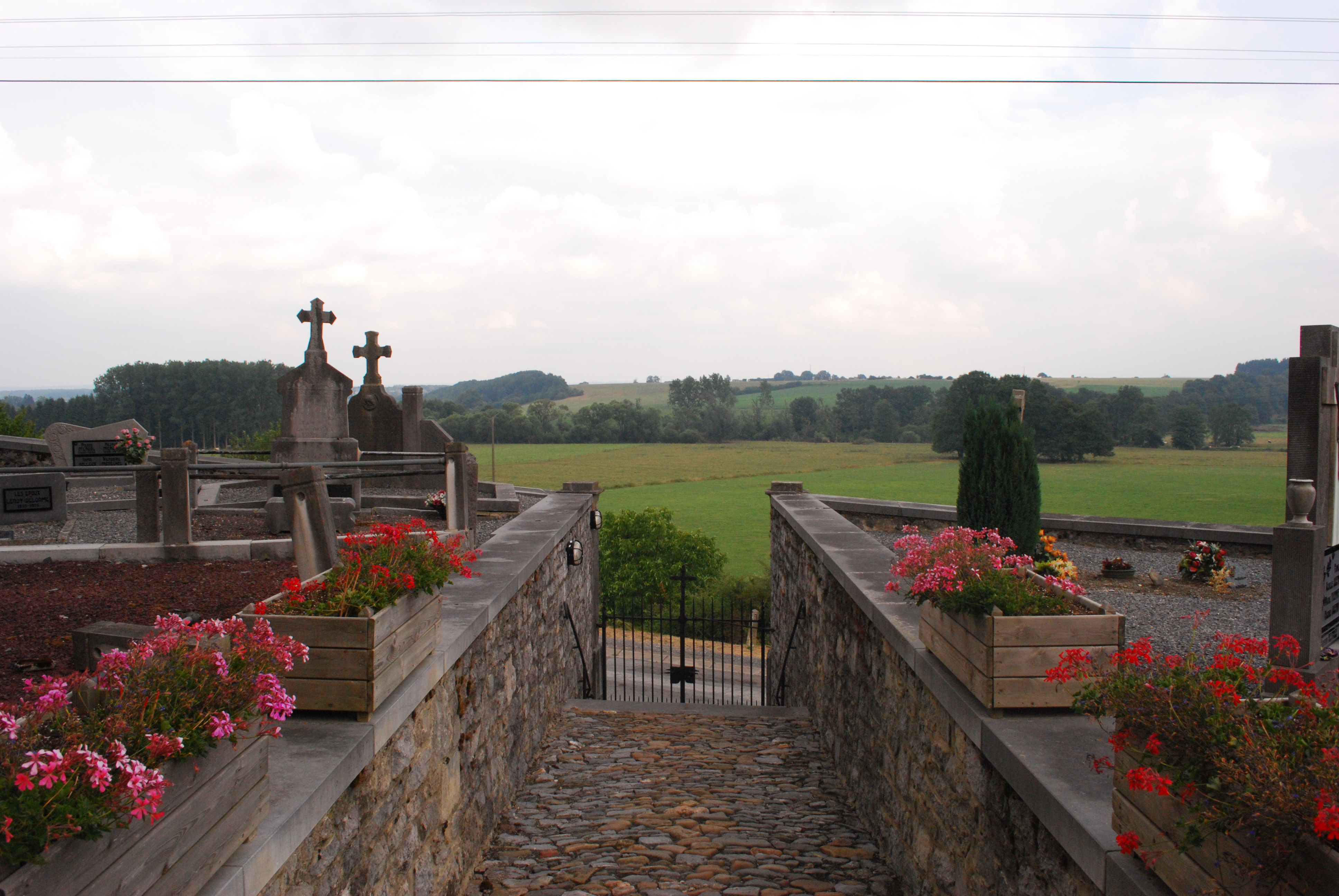

## Historique et architecture
La tour principale de quatre niveaux et les deux premières travées de la nef ont vraisemblablement été érigées au cours du XIe siècle dans le style roman. À l'origine, la tour avait un caractère défensif. La construction de l'église s'est poursuivie jusqu'au début du XVIIIe siècle. La tour a été remaniée en 1689 et a été coiffée d'un original clocher tronconique. Autre élément assez rare, une seconde tour carrée moins élevée (deux niveaux) a été adossée à la première du côté sud de l'édifice. Cette seconde tour comprenant la porte d'entrée cintrée est surmontée d'un clocher à bulbe. La nef actuelle compte trois travées matérialisées par des baies vitrées formant des arcs brisés caractéristiques de l'art gothique. Le chevet à trois pans, est daté de 1633 à la clef de voûte. Du côté nord, une sacristie est ajoutée en 1704. L'église est bâtie en pierre calcaire avec, çà et là, quelques moellons de grès et est couverte d'une toiture en ardoises.
Le mur en pierre calcaire entourant le cimetière fait aussi l'objet d'un classement.

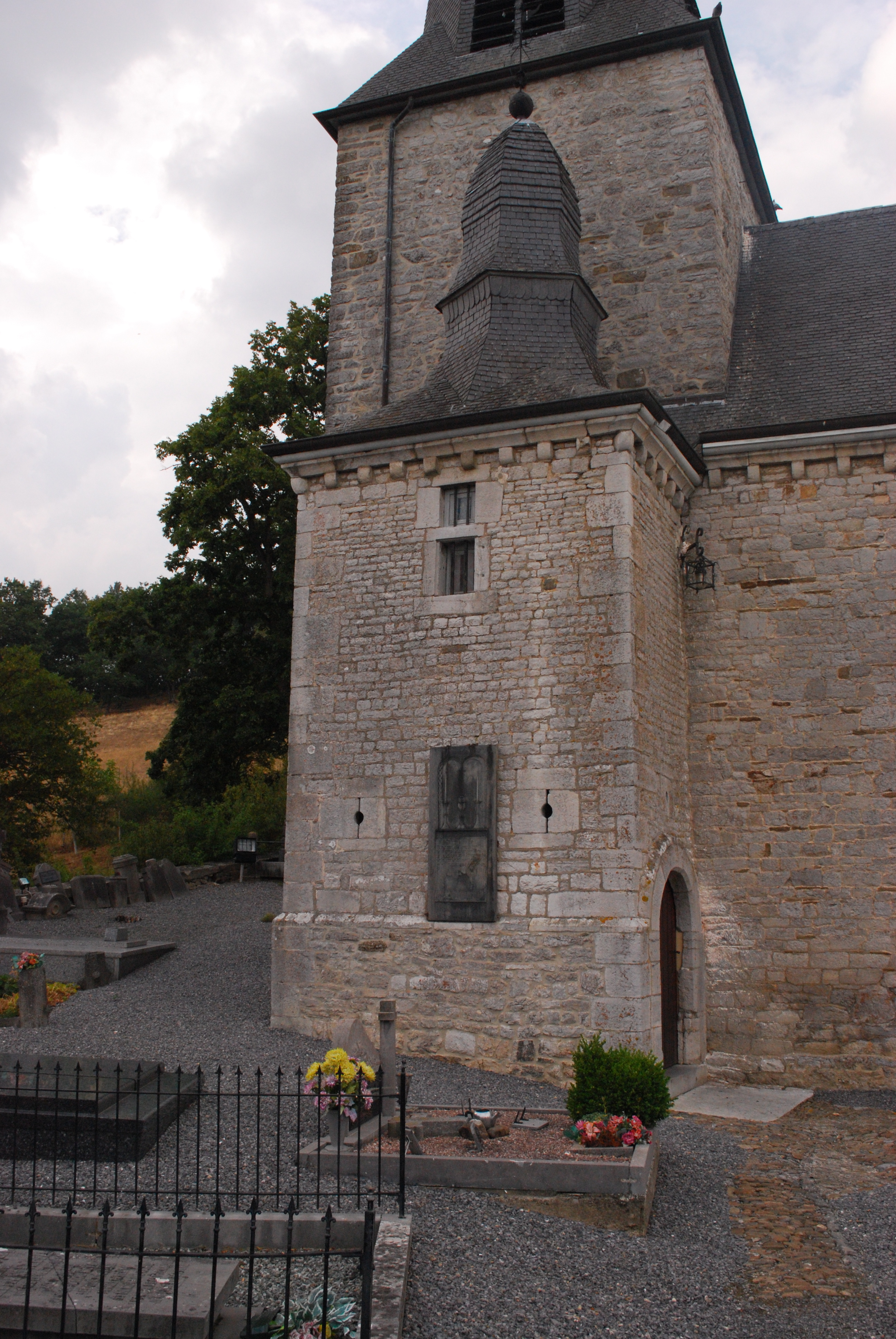

## Mobilier
On peut voir à l'intérieur des fonts baptismaux du XIIe siècle formant une cuve à quatre têtes d’angle et arcature provenant de l’abbaye de Neumünster à Luxembourg.